# Евелін Вуд
Фельдмаршал сер Генрі Евелін Вуд (англ. Sir Henry Evelyn Wood, 9 лютого 1838 — 2 грудня 1919) — офіцер Британської армії. Після ранньої кар'єри в Королівському флоті Вуд приєднався до Британської армії в 1855 році. Він брав участь у кількох великих конфліктах, включаючи Повстання сипаїв, де, будучи лейтенантом, був нагороджений Хрестом Вікторії, найвищою нагородою за доблесть перед обличчям ворога, яка вручається британським та імперським силам, за порятунок місцевого купця від банди розбійників, які взяли свого бранця в джунглі, де мали намір повісити його. Вуд також служив командиром у кількох інших конфліктах, зокрема в Третій Англо-ашантійській війні, Англо-зулуській війні, Першій англо-бурській війні та Махдійській війні. Його служба в Єгипті призвела до призначення Сірдар, де він реорганізував Єгипетську армію. Він повернувся до Британії, щоб служити Головнокомандувачем Олдершотського командування з 1889 року, Генерал-квартирмейстером військ з 1893 року та Генерал-ад'ютантом з 1897 року. Його останнім призначенням було командування 2-м армійським корпусом (пізніше перейменованим на Південне командування) з 1901 по 1904 рік.

## Походження та раннє життя
Вуд народився в Крессінг поблизу Брейнтрі (Ессекс) як п'ятий і наймолодший син преподобного Сер Джон Пейдж Вуд, 2-й бароне] (1796–1866), священнослужителя, і Емми Керолайн Мічелл, сестри Чарльз Коллієр Мічелл та адмірала Фредерік Томас Мічелл, та дочки адмірала Семпсон Мічелл. Вуд був старшим братом Катарін Парнелл (Кітті О'Ші). Сер Метью Вуд, 1-й баронет був його дідом, а Лорд-канцлер Вільям Вуд, 1-й барон Хатерлі — дядьком. Його дід по материнській лінії (Семпсон Мітчелл) був адміралом португальського флоту. Один з братів його матері був британським адміралом, інший став генеральним інспектором Капської колонії. Вуд здобув освіту в гімназії Мальборо (1847–9) та Коледж Мальборо (1849–52), але втік після несправедливого побиття.

## Рання військова кар'єра

### Кримська війна: від моряка до солдата

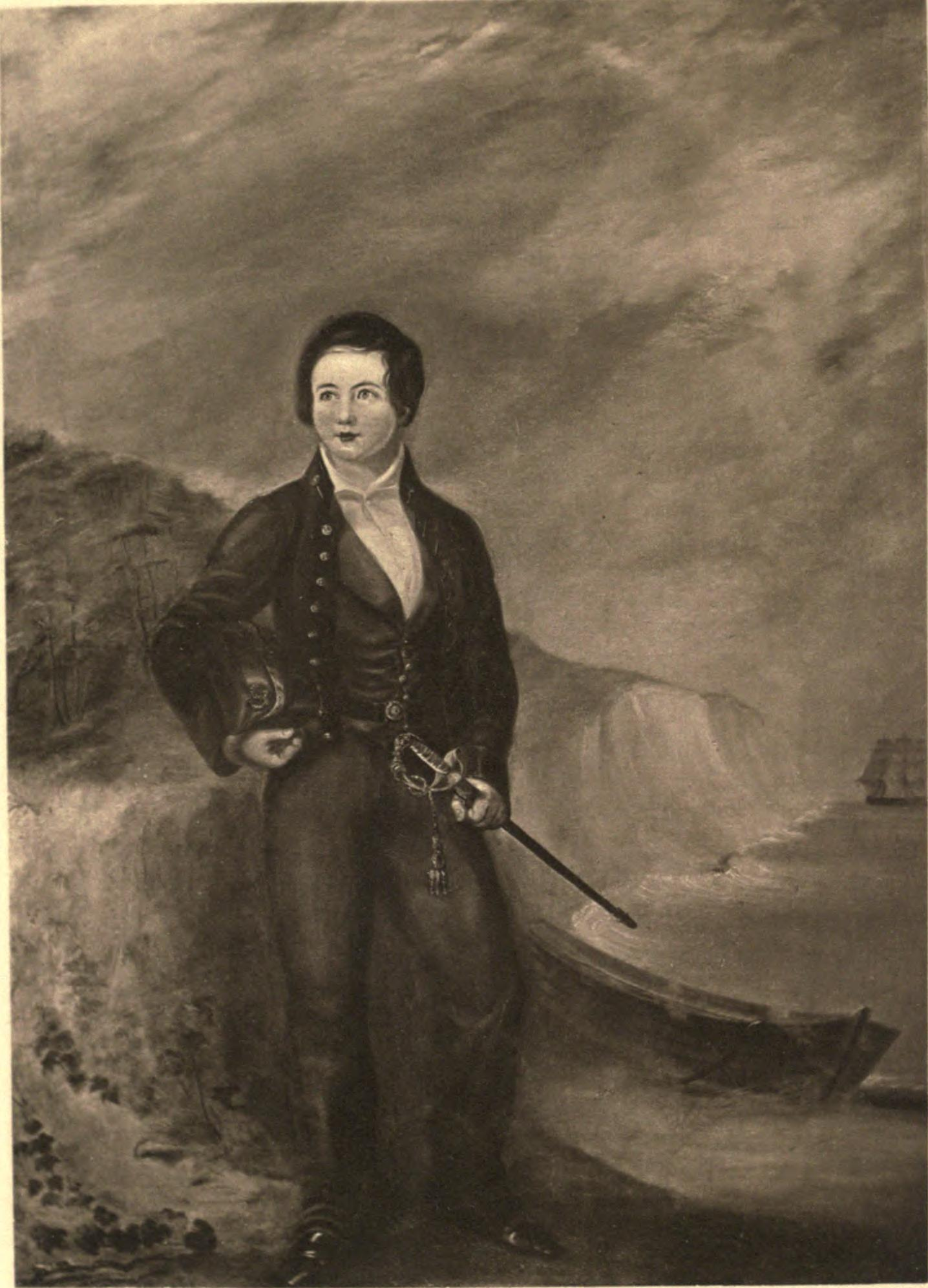
Вуд у 1852 році, коли служив у Королівському флоті (з картини леді Вуд)

Як і його майже сучасник Джон Френч, Вуд розпочав свою кар'єру в Королівському флоті, служачи під командуванням свого дядька капітана Фредеріка Мітчелла на HMS Queen, але запаморочення завадило йому підніматися наверх по військовій кар'єрі. Він став мічманом 15 квітня 1852 року.
Вуд брав участь у Кримській війні під час облоги Севастополя, у складі капітана Вільяма Піла 1400-сильної морської бригади Вільяма Піла, завданням якої було керувати кількома гарматами на хребті навпроти Севастополя. Він був у Інкермані і у віці 16 років був ад'ютантом Піла під час штурму Редан 18 червня 1855 року, піднявшись з лікарняного ліжка, щоб приєднатися до атаки. Він був серйозно поранений і майже втратив ліву руку, яку лікарі хотіли ампутувати. Вуда згадали в донесеннях і він отримав свою першу, але невдалу, рекомендацію на Хрест Вікторії.

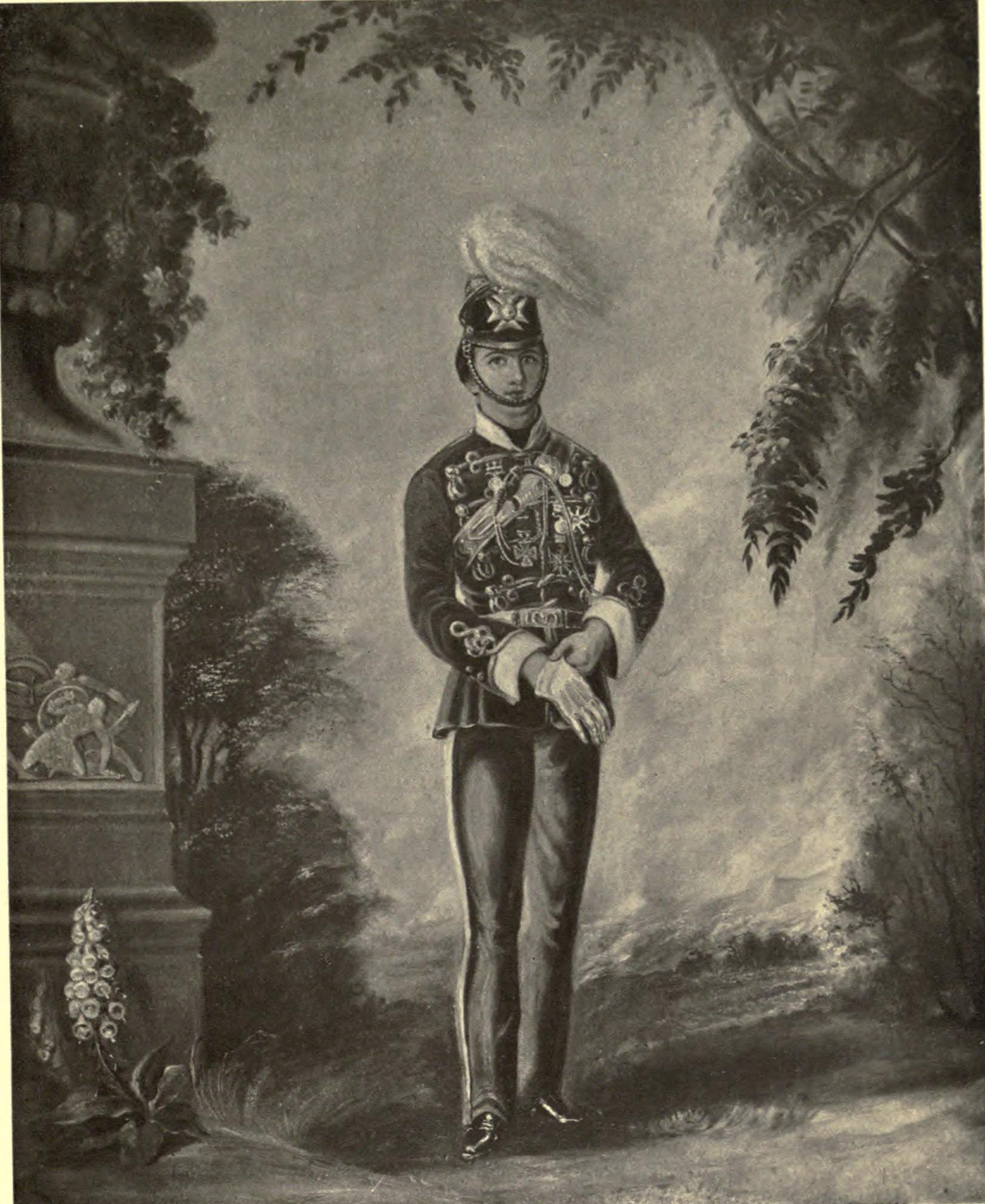
Корнет Вуд, 1855

Повернувшись додому з листом-рекомендацією від лорда Реглана, написаним за п'ять днів до смерті останнього, Вуд покинув Королівський флот, щоб приєднатися до Британської армії, ставши корнетом (без купівлі) у 13-му легкому драгунському полку 7 вересня 1855 року і прибувши до їхнього депо з рукою ще на перев'язі. Він мав лише 250 фунтів стерлінгів річного приватного доходу, а не 400 фунтів стерлінгів, як було потрібно, і незабаром опинився в боргах.
Вуд повернувся на Кримський театр (січень 1856 р.). Його підвищення до лейтенант, за яке заплатив його дядько, набуло чинності 1 лютого 1856 року. Однак через місяць він опинився в лікарні в Скутарі з пневмонією та тифом. Його батькам сказали, що він вмирає, тому його мати приїхала 20 березня 1856 року, лише щоб побачити, як одна з медсестер Флоренс Найтінгейл б'є його. Він був настільки виснажений, що його тазові кістки випирали крізь шкіру. Всупереч порадам лікарів, його привезли до Англії для одужання.

### Повстання сипаїв
Вуд служив в Ірландії, а потім 9 жовтня 1857 року був переведений лейтенантом у 17-й уланський полк. Його переведення було для того, щоб отримати проїзд до Індії; він розглядав можливість вступу до Французького іноземного легіону. Він прибув до Бомбея 21 грудня 1858 року. Під час полювання на нього напав поранений тигр — його вчасно застрелив товариш по полюванню; — він також їздив на жирафі, що належав дружньому індійському принцу, щоб виграти парі з братом-офіцером — він протримався достатньо довго, щоб виграти парі, але був сильно затоптаний, заднє копито тварини пробило обидві щоки, роздробивши йому ніс.
В Індії Вуд брав участь у боях під Раджхур, Сіндвахо, Хар'ї та Бароде під час Повстання сипаїв. З травня 1858 року по жовтень 1859 року він був бригадним майором у летючій колоні в Центральній Індії. 19 жовтня 1858 року під час бою під Сіндвахо, командуючи ескадроном легкої кавалерії, двадцятирічний лейтенант Вуд атакував загін повстанців, яких він розбив майже самотужки. Вуд також брав участь у боях під Кураї (25 жовтня 1859 р.). Під Сіндхора 29 грудня 1858 року загін Вуда з 10 чоловік розбив 80 чоловік. За допомогою даффадар і совар з кінного полку Бітсона він врятував місцевого потайла (старосту села) від банди розбійників, які взяли свого бранця в джунглі, де мали намір повісити його. За ці два акти самовідданої хоробрості Вуд був нагороджений Хрестом Вікторії.
У цитаті до нагородження говориться:
За те, що 19 жовтня 1858 року під час бою під Сіндвахо, командуючи ескадроном 3-го легкокавалерійського полку, він з великою доблестю, майже самотужки, атакував загін повстанців, які зайняли позицію, яких він розбив. Також за те, що згодом, поблизу Сіудхори, він доблесно просунувсяз даффадаром і соваром з кінного полку Бітсона і врятував від банди розбійників потайла Чеммума Сінгха, якого вони захопили і віднесли в джунглі, де мали намір повісити.
На тиждень він тимчасово оглух під час вивчення гіндустані в Пуні, що він приписував на той час перевтомі. У грудні 1859 року він приєднався 2-го кінного полку Центральної Індії, основним завданням якого було придушення бандитизму. На цій посаді йому довелося мати справу з початком бунту та розібратися з полковими рахунками. У листопаді 1860 року він був відправлений до Британії з лихоманкою, сонячним ударом і проблемами з вухами.

### Штабний коледж
16 квітня 1861 року Вуд був підвищений до капітана. Звання капітана коштувало йому 1000 фунтів стерлінгів офіційної плати уряду та 1500 фунтів стерлінгів «надрегламентних» за викуп у його попередника. Він був знову підвищений цього разу до бревет-майора (за службу в Індії) 19 серпня 1862 року.
Вуд склав іспит для вступу до нового Штабного коледжу в Камберлі, але інший офіцер з 17-го уланського полку мав вищі оцінки, і оскільки на той час з кожного полку щороку допускався лише один офіцер, Вуду довелося перевестися капітаном у 73-й (Перширський) піхотний полк 21 жовтня 1862 року. Він зайняв своє місце в січні 1863 року і закінчив навчання в 1864 році. Під час навчання в Штабному коледжі він брав участь у уроках боксу.
У Дубліні з січня 1865 року по березень 1866 року він був ад'ютант генерала Вільяма Нап'єра, якого він знав з Індії; вологий клімат викликав рецидив лихоманки та проблем з вухами. Восени 1865 року 73-му полку було наказано вирушити до Гонконгу, але Вуду так не сподобався новий командир, що він заплатив 500 фунтів стерлінгів за переведення в 17-й (Лестерширський) піхотний полк.
З липня 1866 року по листопад 1871 року він перебував у Північному таборі в Олдершоті, спочатку як бригадний майор, потім як заступник помічника генерал-квартирмейстера. Щойно написавши пропозицію своїй майбутній дружині, він прочитав у 1867 році, що «генерал Нап'єр» має очолити експедицію до Абіссінії. Він зібрав речі і поїхав до Лондона, щоб зголоситися добровольцем, але потім дізнався, що це був не Вільям Нап'єр, а генерал Роберт Нап'єр, якого він не знав і який навряд чи надав би йому посаду в штабі. Маючи молоду сім'ю, яку потрібно було утримувати, але не сподіваючись отримати посаду в штабі, Вуд також вивчав право, вступивши до Міддл Темпл 30 квітня 1870 року.
22 червня 1870 року Вуду було присвоєно позаштатне звання майора. Влітку 1871 року він заплатив 2000 фунтів стерлінгів за придбання постійного звання майора в 90-й легкий піхотний полк, що набуло чинності 28 жовтня 1871 року і стало однією з останніх таких операцій до скасування системи купівля офіцерських звань.
Доглядаючи за своїми дітьми, хворими на дифтерію (він відправив свою вагітну дружину), йому прописали морфін від безсоння, і він ледь не помер від передозування. Вуд був підвищений до бревет підполковник 19 червня 1873 року на основі старшинства з купівлі його звання майора.

## Імперські війни

### Третя Ашантійська війна
У травні 1873 року, коли розгорталася Третя Англо-ашантійська війна, він випадково зустрів Волслі у Військовому міністерстві та пожартував, що його морський досвід може стати в нагоді для західноафриканських водних шляхів.
12 вересня 1873 року він був призначений до штабу Волслі для спеціальних служб. Він командував флангом у Битва при Амоафулі (31 січня 1874 р.), де був поранений. і в битві при Есамані. Він допоміг набрати полк з-поміж прибережних африканських племен, хоча писав про фанті, що «важко уявити більш боягузливу, марну групу людей». Однак він відмовив британським офіцерам від фізичного насильства над ними.
Він був поранений трохи вище серця, що змусило його на день лягти на ноші. Покладаючись на хлородин і лауданум, щоб продовжувати, йому було наказано вести хворих і поранених назад до узбережжя. У лондонській пресі помилково повідомлялося, що його захопили і, ймовірно, здерли шкіру живцем. 31 березня 1874 року він був призначений Компаньйоном ордена Лазні (CB).
Вуд подарував двом африканським вождям палицю для ходьби, капелюх і парасольку. Через двадцять два роки його старший син також був в Ашанті. Перебуваючи там, він побачив тубільця, який ніс палицю, яку чоловік не хотів продавати, кажучи, що вона належить його вождю. Придивившись, Вуд-молодший прочитав напис: «Подаровано вождю Анду полковником Евеліном Вудом, 1874». 1 квітня 1874 року він був підвищений у постійному званні з майора та бревет-підполковника до бревет-полковник. Людина з відносно скромними засобами протягом більшої частини свого життя, Вуд дуже серйозно ставився до своєї професії — як і багато хто, хто служив під командуванням Гарнета Вулзлі у війні в Ашанті, він був членом реформаторського «Кільце Вулзлі», хоча ці двоє чоловіків ніколи не були в особливо добрих стосунках.
Вуд завершив навчання на юридичному факультеті і 30 квітня 1874 року був прийнятий до адвокатури в Міддл Темпл. У червні 1874 року він прочитав лекцію про війну в Ашанті в Королівський Об'єднаний інститут оборонних досліджень. З вересня 1874 року по лютий 1878 року він перебував в Олдершоті, спочатку як керівник гарнізонної інструкції, потім як помічник генерал-квартирмейстера. У 1877 році він відмовився від командування Штабним коледжем, рекомендувавши Джорджа Коллі, який також відмовився.

### Зулуська війна

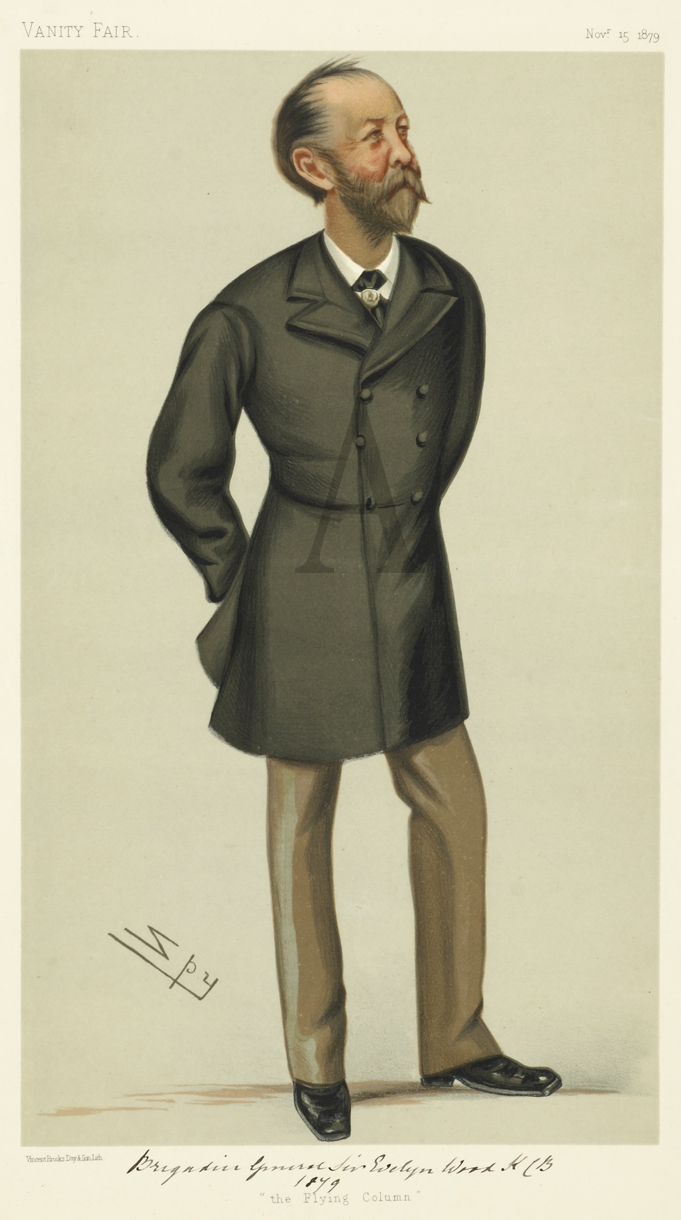
Вуд, намальований Шпигуном у Vanity Fair, 1879

Вуд був у штабі генерал-лейтенанта Тезігера (який пізніше став лордом Челмсфордом), який тоді командував колоною в Наталі під час Кафрських воєн (також відомих як Капські прикордонні війни). Він був залучений як польовий офіцер 90-й легкий піхотний полк, який прибув до Південної Африки в січні 1878 року, в останній битві воєн під Туту Буш (травень 1878 р.). 13 листопада він був підвищений до основного звання підполковника, і того ж дня був призначений командиром 90-го легкого полку.
У січні 1879 року Вуд брав участь у Англо-зулуській війні і отримав командування 3000-сильною 4-ю колоною на лівому фланзі армії, коли вони перетнули зулуський кордон. Поразка інших британських військ під Ісандлваною (22 січня) змусила Вуда відступити до укріплених позицій у Камбулі. Колона правого крила була обложена зулусами в Ешове, залишивши колону Вуда єдиною вільною колоною. Вуд і Редверс Буллер переслідували зулусів місцевого клану Кулусі, тому основна зулуська армія була відволічена для боротьби з ними. Вуд зазнав поразки під Глобані 28 березня 1879 року, де його кінь був застрелений під ним, а його близький друг і начальник штабу Рональд Кемпбелл був убитий. Він оговтався і наступного дня рішуче розбив зулусів під Камбулі (29 березня 1879 р.). 3 квітня він був підвищений до місцевого звання бригадного генерала. Перемога Вуда стала поворотним моментом у війні, і в травні 1879 року, під час другого вторгнення в Зулуленд, його сили з'єдналися з 2-ю дивізією для наступу на Улунді.
Наприкінці війни Вуд очолив переговори, які відбулися на Конференц-Гілл. Зулуси сиділи навколо намету для переговорів великим півмісяцем. За словами одного свідка, вони були «апатичні». Напруга зросла, коли Вуд вийшов з намету і наказав своєму оркестру зіграти «Боже, бережи короля». Супроводжуючі солдати радісно вітали; потім капельмейстеру наказали зіграти щось жваве. Будучи ірландцем, майстер «пригостив їх „Днем святого Патрика вранці“». Ефект був магічним; один за одним зулуси піднялися і, розгойдуючись і танцюючи, оточили британських солдатів на конях. Особливий інтерес у зулусів викликав бас-барабанщик, яким вони, здавалося, дуже захоплювалися. Їхні переговори були успішними. Вуд і Буллер вирішили повернутися до Англії, а не приєднатися до Вулзлі в остаточному переслідуванні короля зулусів Кечвайо. Повернувшись до свого постійного звання бревет-полковника, Вуд також був підвищений до Лицаря-командора ордена Лазні (KCB) 23 червня 1879 року.
Він відвідав Замок Балморал у вересні 1879 року, а в наступні роки писав королеві листи, які Ян Бекетт описав як «надзвичайно підлабузницькі». Він уже був дуже глухим і майже не переставав говорити; сама королева записала, що «кричала на нього», тоді як на полі бою офіцер повинен був супроводжувати його вночі, оскільки він міг не почути виклик вартового; його глухота частково походила від різних лихоманок. Він також був іпохондриком і дуже марнославним — кажуть, що він облямував стрічки своїх медалей чорним кольором, щоб вони були більш помітними.
Вуду заплатили 100 фунтів стерлінгів за серію статей у лондонській газеті, його першу опубліковану роботу. Він був розчарований тим, що його не зробили генерал-майором, незважаючи на лобіювання королеви та Вулзлі. Це цілком могло бути навмисним блокуванням просування протеже Вулзлі герцогом Кембриджським. Вуд рекомендував Редверс Буллер на Хрест Вікторії після Зулуської війни. 15 грудня 1879 року Вуд прийняв командування бригадою в Белфасті, і на цій посаді знову отримав місцеве звання бригадний генерал, цього разу в штабі в Ірландія в грудні 1879 року.

### Перша бурська війна
12 січня 1880 року Вуд був призначений командувати Чатемським гарнізоном, приблизно еквівалентним бригаді, і обіймав цю посаду до початку 1881 року. З січня 1880 року він знову був зарахований як місцевий бригадний генерал.
Брат Вуда балотувався до парламенту як «прогресивний» ліберал на квітневих виборах 1880 року, але сам він принаймні двічі відхилив пропозиції зробити це. З березня по липень 1880 року Вуд і його дружина були зобов'язані королевою супроводжувати колишню імператрицю Євгенію, щоб побачити місце, де її син, принц імператорський, був убитий під час бою з британською армією в Зулуській війні, дорогою назад заїхавши на Острів Святої Єлени (де помер Наполеон I). На його роздратування, він не отримав жодної плати за цю місію, незважаючи на те, що це була офіційна справа на прохання королеви. У жовтні 1880 року Вулзлі поскаржився на шум, погану їжу та бруд у домі Вуда.
Коли Перша бурська війна досягла крещендо, він знову був відправлений до Південної Африки в січні 1881 року, спочатку як «штабний полковник» до сера Джорджа Коллі, губернатора та головнокомандувача в Наталі, який був його молодшим у армійському списку. Потім він, знову з місцевим званням бригадного генерала, був призначений заступником командувача, який підштовхнув підкріплення до Коллі. Він змінив Коллі після його поразки та смерті в Маджуба-Гілл (27 лютого 1881 р.), отримавши підвищення до місцевого звання генерал-майора.
У середині березня Вуд відновив наступ. Він мав намір звільнити обложені міста, але йому було наказано кабінетом Вільяма Гладстона укласти мир. Вуд написав дружині, що договір зробить його «на деякий час найбільш зневаженою людиною в Англії» але вважав своїм обов'язком виконувати накази уряду. Вулзлі (який вважав договір «безславним» і «ганебним») та інші офіцери вважали, що він повинен був скласти повноваження, а не підписувати його. Вулзлі ніколи не пробачив йому того, що він не помстився за Коллі, і його критикував біограф Коллі Вільям Батлер. Йому довелося поїхати до Преторії, і він був поранений дорогою, коли коні його карети злякалися. Він вів переговори про мир 21 березня 1881 року. Йому було запропоновано, але він відмовився від посади губернатора Наталу. У квітні 1881 року він був призначений до комісії з розслідування всіх питань, що стосуються майбутнього врегулювання території Трансваалю, і висловив особливу думку щодо кордонів.
Хоча мирні переговори були ганебною невдачею для Британії, вони принесли Вуду подальшу політичну та королівську прихильність. Королева високо цінувала його (і Буллера). Третя дочка Вуда, яка народилася в 1881 році, була названа «Вікторія Євгенія» за бажанням королеви. Вуд уже справив враження на лорда Біконсфілда (тодішнього прем'єр-міністра), який зустрівся з ним за пропозицією королеви після Зулуської війни, а тепер справив враження на Гладстона, нинішнього прем'єр-міністра. Він був підвищений у постійному званні з підполковника (безробітного) і бревет-полковника до генерал-майора (30 листопада 1881 р.) і був нагороджений Лицар Великого хреста ордена Святого Михайла і Святого Георгія (GCMG) 17 лютого 1882 року. У лютому 1882 року він повернувся до Англії та до командування Чатемом.

### Єгипет і Судан
У серпні 1882 року Вуд командував 4-ю бригадою в Єгипетській експедиції для придушення Повстання Урабі. Вулзлі залишив його на окупаційних обов'язках в Александрії, тому він пропустив Битва біля Тель-ель-Кебір. У листопаді 1882 року він знову ненадовго повернувся до Чатема, а потім повернувся, щоб стати Сірдаром (командувачем) Єгипетської армії з 21 грудня 1882 року до 1885 року, протягом якого він ретельно реорганізував її, а Френсіс Ґренфелл і Кітченер працювали під його керівництвом. Він мав 25 британських офіцерів (яким давали додаткову плату та єгипетські звання на один-два ранги вищі за їхні британські) і кількох унтер-офіцерів, хоча, на роздратування Вуда, генерал-лейтенант Стівенсон, командувач британських окупаційних сил, був затверджений як його старший у червні 1884 року. Під час епідемії холери 1883 року британські офіцери заслужили повагу єгипетських солдатів, доглядаючи за ними. Вуд звільнив неділі від навчань, а також п'ятниці (мусульманський священний день), щоб єгипетські солдати побачили, що їхні британські офіцери серйозно ставляться до своєї релігії.
Вуд сподівався командувати Експедицією допомоги Гордону (див. Повстання Махді), але Вулзлі отримав цю посаду замість нього у вересні 1884 року і відсторонив його, призначивши командувачем лініями зв'язку. Вуд також посварився з Ерлом, командиром річкової колони. Він командував британцями в Битва при Джиннісі в грудні 1885 року. Він був єдиним офіцером, якому було надано важливе командування, незважаючи на те, що він виступав проти вибору Вулзлі маршруту Нілом. Вуд ненадовго зайняв місце Редверса Буллера на посаді начальника штабу, оскільки Буллеру довелося взяти на себе командування пустельною колоною після того, як Стюарт був смертельно поранений у Абу-Клеа. На цій посаді Вуд став непопулярним через залучення медсестер (всупереч порадам армійських лікарів на той час) і посварився зі своїм другом Буллером, коли Вуд рекомендував більш обережний наступ, який дав би час для створення складів постачання. Він був дезорганізований, засовуючи телеграми в кишеню, що викликало роздратування Вулзлі. У березні 1885 року Буллер знову став начальником штабу.
На цьому етапі Вуд був настільки глухий, що Вулзлі скаржився, що охрип від крику на нього. Вулзлі писав про Вуда, що «він зробив гірше, ніж я очікував», і у своєму журналі описав його як «найбільш марнославного, але аж ніяк не найздібнішого з людей. Він такий же хитрий, як першокласний дипломат… (але не має) справжнього здорового судження…… інтригує з газетними кореспондентами… він не має ані мізків, ані схильності, аніхолоднокровності, ані твердості наміру, щоб дозволити йому взяти на себе командування в будь-якій війні… дуже посередній генерал… двома найбільш помітними рисами якого є крайня марнославність і безмежне самолюбство», хоча лист до його дружини (де він скаржився, що Вуд був «дуже заплутаним хлопцем», якому бракувало методичності та марнославства) свідчить про те, що Вулзлі все ще мав образу на Вуда через мир після Маджуба-Гілл. Знову хворий, Вуд передав посаду Сірдара Френсісу Ґренфеллу. На його роздратування, він не отримав жодних (британських) нагород за Нільську експедицію. Вуд повернувся до Великої Британії в червні 1885 року.

## Домашні командування

### Олдершот

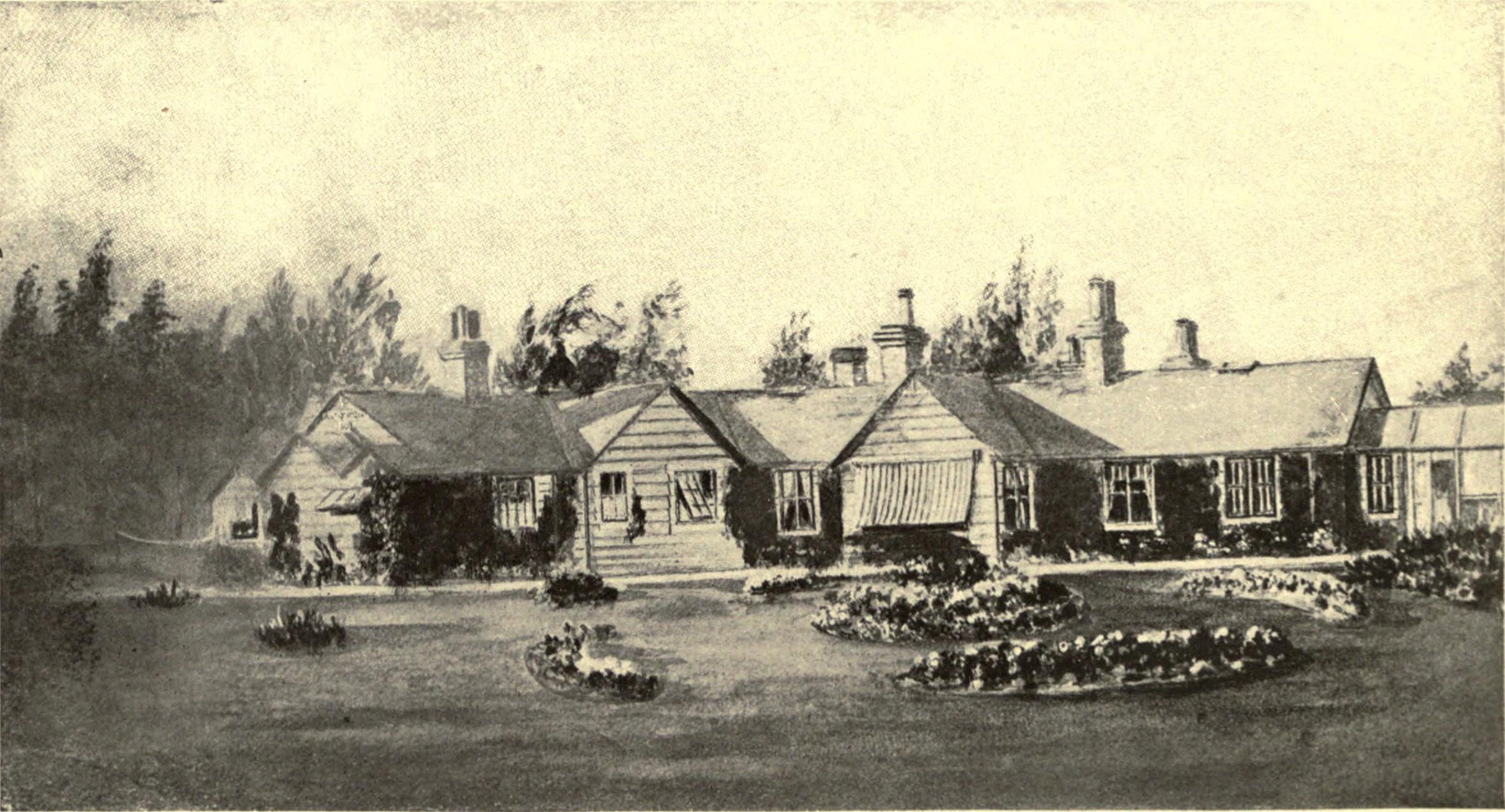
Квартира Вуда в Олдершоті

У 1886 році Вуд повернувся до Британії, щоб очолити Східне командування в Колчестері, що набуло чинності 1 квітня 1886 року. У листопаді 1888 року герцог Кембриджський (Головнокомандувач збройними силами) виступив проти його можливого призначення генерал-офіцером командувачем Олдершотського командування, однієї з найважливіших посад в армії вдома, оскільки Вуди були «дуже грубою парою». Незважаючи на опір герцога, 1 січня 1889 року його призначили командувачем Олдершоту. Він був підвищений до місцевого звання генерал-лейтенанта, оскільки він був лише десятим у списку генерал-майорів. Він був підвищений до постійного генерал-лейтенанта (1 квітня 1890 р.) і 30 травня 1891 року отримав звання Лицаря Великого хреста ордена Лазні (GCB). Він залишався в Олдершоті до 8 жовтня 1893 року.
В Олдершоті Вуд підтримав впровадження реформ комісії Вантажа щодо умов солдатів. Він був стурбований добробутом як військ, так і тварин, рекомендуючи перебудову казарм і навчання армійських кухарів. Він організував приготування їжі для хворих у лікарнях, а не привозив її в бляшанках з їхніх власних підрозділів. Він експериментував з навчанням солдатів на велосипедах, нічними маршами (всупереч опозиції, особливо з боку Герцог Кембриджський, який вважав, що це може заважати відпочинку коней) і домовлявся з залізничними компаніями про дешеві залізничні квитки для солдатів, які їдуть у відпустку. Він також проводив масштабні навчальні маневри для регулярних військ під його командуванням, а також для міліції та добровольчих сил. Він певний час робив внески до баптистської каплиці і стежив за тим, щоб баптистські служби були так само широко розрекламовані, як і служби інших конфесій. За допомогою кількох високопоставлених друзів-католиків він домовився про екуменічну службу для ірландських полків, яка була прийнятною як для солдатів-католиків, так і для їхніх англіканських офіцерів і капеланів. Він пропагував концепцію кінної піхоти і проводив навчання з кавалерійської стрільби. На початку 1892 року був знятий ранній кінофільм, щоб проілюструвати життя солдата.
Поки Вуд перебував в Олдершоті, його ад'ютантами були капітан Едвард Родерік «Родді» Оуен (Ланкаширські фузилери), відомий жокей-любитель, що, як стверджує його біограф, було пов'язано з великою зацікавленістю Вуда як вершника та мисливця на лисиць, і майор Г'ю Далрімпл Фаншо, 19-й гусарський полк. Фаншо (який командував V корпусом під час Першої світової війни) згодом став зятем Вуда, одружившись з його старшою дочкою Анною Поліною Мері 25 липня 1894 року.
У 1892 році Вуд розглядався на посаду Головнокомандувача британської армії в Індії, що було бажанням королеви, тоді як герцог Кембриджський хотів, щоб він став головнокомандувачем у Мадрасі, щоб син королеви герцог Коннаутський (сам колишній головнокомандувач у Бомбеї кількома роками раніше) міг замінити його в Олдершоті. Генрі Бракенбері, старший військовий радник віцекороля Індії, вважав, що Вуду краще залишитися в Олдершоті. Вуд став головним наглядачем Компанія риботорговців у 1893 році.

### Адміністрування армії

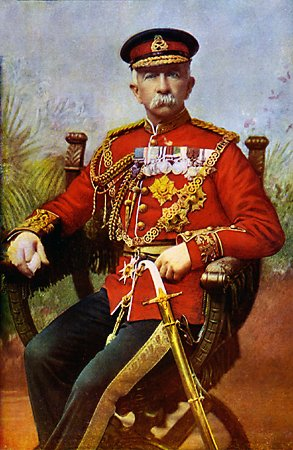
Кольорова фотографія з «Знаменитості армії», Лондон, 1900

Вуд передав командування в Олдершоті герцогу Коннаутському і з 9 жовтня 1893 року служив у штабі Військового міністерства як Генерал-квартирмейстер військ. Там він уклав нові контракти з судноплавними та залізничними компаніями. 26 березня 1895 року він був підвищений до повного генерала. Він залишався генерал-квартирмейстером до 1897 року. Його обов'язки в 1890-х роках були подібні до обов'язків начальника Генерального штабу, якби така посада існувала тоді.
1 жовтня 1897 року Вуд змінив Буллера на посаді генерал-ад'ютанта військ у Військовому міністерстві. Вулзлі змінив Кембриджа на посаді головнокомандувача збройними силами в 1895 році, але його повноваження поступово скорочувалися, оскільки його здоров'я погіршувалося, і він не ладнав з лордом Ленсдауном (Державний секретар з питань війни), що ставило генерал-ад'ютанта в більш впливове становище. Вулзлі прийняв призначення, незважаючи на свою неприязнь до Вуда, але ці двоє чоловіків майже не спілкувалися.
Вуд також служив заступником лейтенанта Ессекса з 10 серпня 1897 року і в 1903 році отримав почесне громадянство району Челмсфорд. Він також був відповідальним полковником 5-го батальйону Ессекський полк. Вуд написав кілька книг у цей час, пишучи щодня по годині до світанку — у 1895 році він опублікував книгу про Кримську війну, у 1896 році — книгу про кавалерію під Ватерлоо, а в 1897 році — «Здобутки кавалерії».
Він був покровителем капітана Дугласа Хейга, який привернув його увагу, повідомивши про французькі кавалерійські маневри на початку 1890-х років, хоча вони фактично не зустрілися віч-на-віч до штабної поїздки 1895 року, де Хейг служив ад'ютантом полковника Джона Френча. Хейг писав, що Вуд був «чудовим хлопцем, на якого можна покластися, оскільки він завжди домагається свого». Він організував відрядження Гейґа на Суданську війну 1898 року — з наказом писати йому в приватному порядку, звітуючи про Кітченера, генерала-офіцера командувача, та про хід його експедиції. Вуд, який мав досвід командування як піхотою, так і кавалерією, підтримував концепцію кінної піхоти і запропонував, щоб кожен піхотний батальйон мав одну кінну роту. Концепція кінної піхоти знову втратила популярність в едвардіанський період, коли Френч і Гейґ, чистокровні кавалеристи, піднялися на вершину армії. У 1898 році Вуд також визнав здібності сера Чарльза Ділке, який повернувся до парламенту після скандалу з розлученням у 1880-х роках і який сподівався (марно, як виявилося) одного дня стати Державний секретар з питань війни: «Ви не можете уявити, — зауважив Вуд, — як я вдячний кожному, хто виявляє розумну зацікавленість армією».
Вулзлі повідомив йому, що його роль у мирному договорі 1881 року унеможливлює його призначення на польове командування у Другій бурській війні, незважаючи на його пропозицію служити під командуванням Буллера, його молодшого. Тим не менш, він був розчарований, коли Робертс був призначений головнокомандувачем замість нього. Троє його синів також служили у війні. Під час кампанії Евелін Вуд захворів через роботу у Військовому міністерстві. Вуд мало впливав на призначення під час Бурської війни. У листопаді 1900 року Вуд виконував обов'язки головнокомандувача збройними силами, поки лорд Робертс повертався з Південної Африки, щоб замінити Вулзлі. Вуд свідчив перед Королівською комісією і надав інформацію, значна частина якої критикувала Вулзлі, Леопольд Емері для його «Історії війни в Південній Африці» газети «Таймс».
Вуд продовжував обіймати посаду генерал-ад'ютанта до 1901 року, а потім був призначений командувати II армійським корпусом і Південним командуванням 1 жовтня 1901 року, обіймаючи ці посади до 1904 року. 8 квітня 1903 року він був підвищений до фельдмаршала. Він пішов у відставку 31 грудня 1904 року.

## Особисте життя

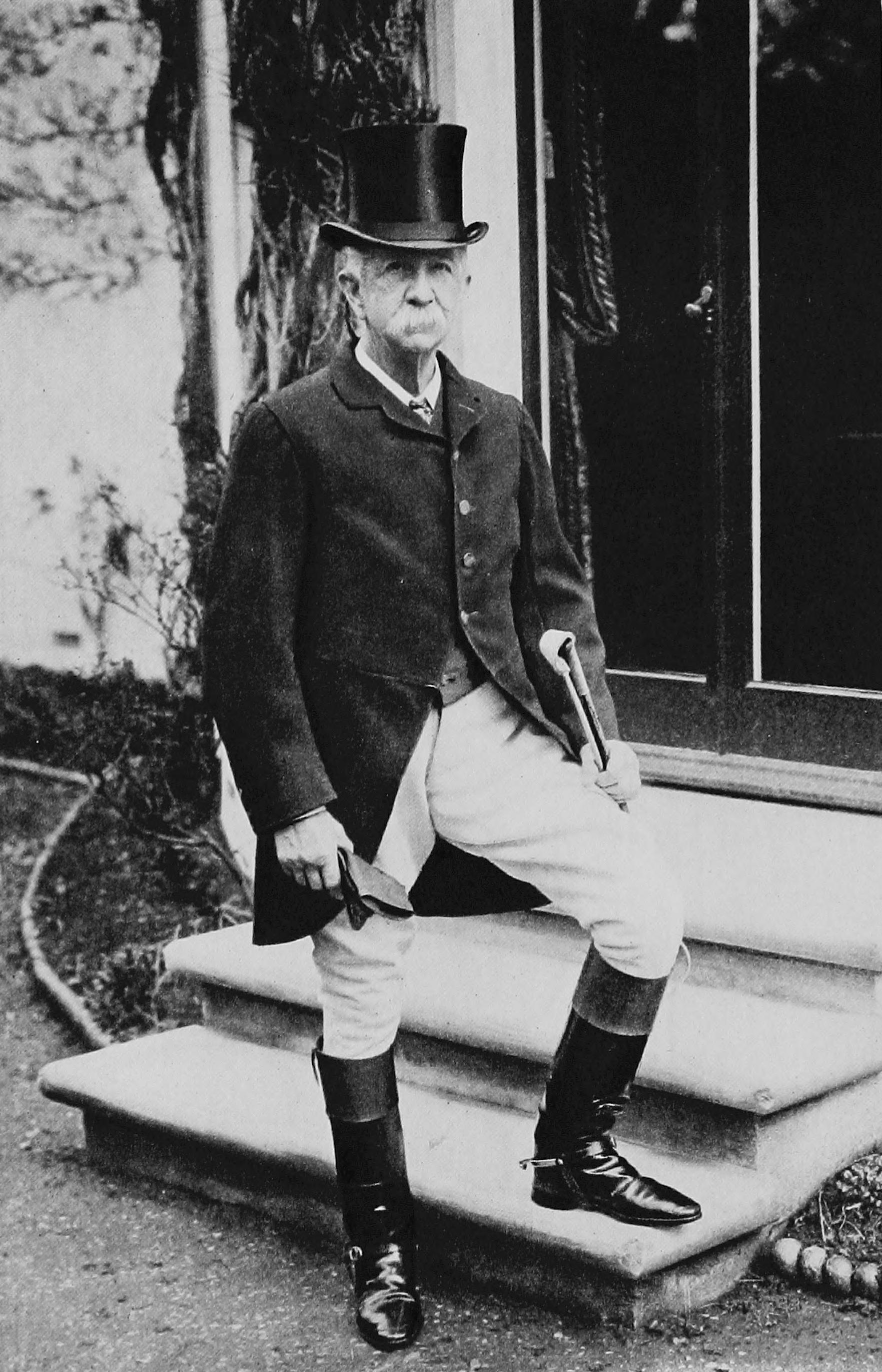
Фотографія Вуда, бл. 1917

### Сім'я
Мати Вуда залишилася без грошей після 1866 року, коли помер її чоловік, і, вже 66-річна, вона написала чотирнадцять романів, переклавши Віктор Гюго «Людину, яка сміється» англійською мовою. Його сестра Анна також була романісткою під її одруженим прізвищем Стіл — в одному з її романів був змальований підкаблучник, нагороджений Хрестом Вікторії, який, ймовірно, був заснований на її братові. Анна покинула свого чоловіка полковника Стіла в ніч весілля — очевидно, ще незайманою — коли виявила, що він очікує мати з нею статеві стосунки. Евелін одного разу був притягнутий до суду за напад після того, як вдарив полковника Стіла в одній з останніх численних спроб «повернути» свою дружину. Анна Стіл була дуже близька до свого брата і, як стверджують, допомагала писати його промови.
Під час повстання сипаїв інша сестра, Марія Чемберс, провела своїх дітей у безпечне місце через країну, контрольовану бунтівниками, несучи флакон отрути для кожної дитини.

### Шлюб і діти
У 1867 році Вуд одружився з шановною Мері Поліною Анною Саутвелл, сестрою Томас Саутвелл, 4-й віконт Саутвелл, друга з Індії. Саутвелл виступив проти шлюбу, оскільки сім'я Саутвелл була католицькою, а Вуд, хоч і не був людиною особливо сильних релігійних поглядів, відмовився покинути Церкву Англії. Ледве бачивши Поліну протягом чотирьох років, він зробив пропозицію листом у 1867 році з розумінням того, що вона ніколи «словом чи навіть поглядом» не намагатиметься перешкодити йому зголоситися добровольцем на військову службу. Його шлюб зашкодив його кар'єрі, оскільки ні Вулзлі, ні герцог Кембриджський не були вражені його домашнім життям. У них було троє синів і три дочки, але вона померла 11 травня 1891 року, коли Вуд командував в Олдершоті. Після смерті дружини Вуд був глибоко зворушений, отримавши 46 листів співчуття від унтер-офіцерів і рядових солдатів, які служили під його керівництвом.

### Полювання
Вуд полював у середньому 46 днів із 60 днів своєї відпустки щороку, майже до самої смерті. Він був переконаний, що полювання має велике значення для навчання офіцерів, заохочуючи майстерність верхової їзди та розвиваючи око для місцевості та швидкого прийняття рішень у небезпечних ситуаціях. Він часто отримував травми, одного разу під час навчання в Штабному коледжі впавши на тім'я голови настільки сильно, що його шия набрякла, ніби він страждав від великого подвійного зоб. Під час Другої бурської війни він отримав травму грудної клітки, коли впав на розп'яття, яке носив під сорочкою, яке належало його покійній дружині.

### Скандал з розлученням Парнелла
Сім'я Вуда фінансово залежала від їхньої багатої, ексцентричної «тітки Бен», вдови Бенджаміна Вуда. Вона дала кожному з братів і сестер по 5000 фунтів стерлінгів, але Евелін нічого не отримав, оскільки він одружився з католичкою. Згодом вона виплачувала йому певний час допомогу. Пізніше його свояк платив йому достатню зарплату, щоб утримувати коней, грумів, собак і слуг, нібито для нагляду за маєтками в Ірландії, хоча незрозуміло, чи приділяв він коли-небудь багато часу цьому завданню. Вуду довелося звернутися до тітки Бен за готівкою після Першої бурської війни.
Вуд і його брати та сестри, Чарльз і Анна, вимагали рівних часток спадщини тітки Бен, але в березні 1888 року вона склала новий заповіт, залишивши все (150 000 фунтів стерлінгів плюс землі) у трасті на користь її улюбленої племінниці, сестри Вуда Кетрін, більш відомої як Кітті О'Ші. Інші брати та сестри намагалися оголосити тітку Бен божевільною, але клопотання було відхилено після того, як її оглянув відомий лікар сер Ендрю Кларк. Коли тітка Бен померла в травні 1889 року, брати та сестри стверджували, що Кітті мала на неї неналежний вплив. Її чоловік, капітан Вільям О'Ші (18-й гусарський полк), ірландський депутат парламенту, на той час також оскаржив заповіт, стверджуючи, що він суперечить його шлюбному контракту, а також подав на розлучення. Кітті була коханкою ірландського націоналістичного політика Чарльз Стюарт Парнелл, і подальший публічний скандал допоміг зруйнувати його кар'єру та будь-які шанси на ірландський гомруль. Незрозуміло, чи заохочували брати та сестри О'Ші до розлучення, щоб очорнити ім'я Кітті. Було висловлено припущення, що сестра Вуда Анна Стіл сама була колишньою коханкою Вільям О'Ші — коли заповіт було скасовано, Анна використала свою частку, щоб жити самітницею, тримаючи домашню мавпу, яку вона годувала бутербродами з анчоусами. Сер Евелін, ймовірно, отримав близько 20 000 фунтів стерлінгів у підсумковому врегулюванні.

## Останні роки

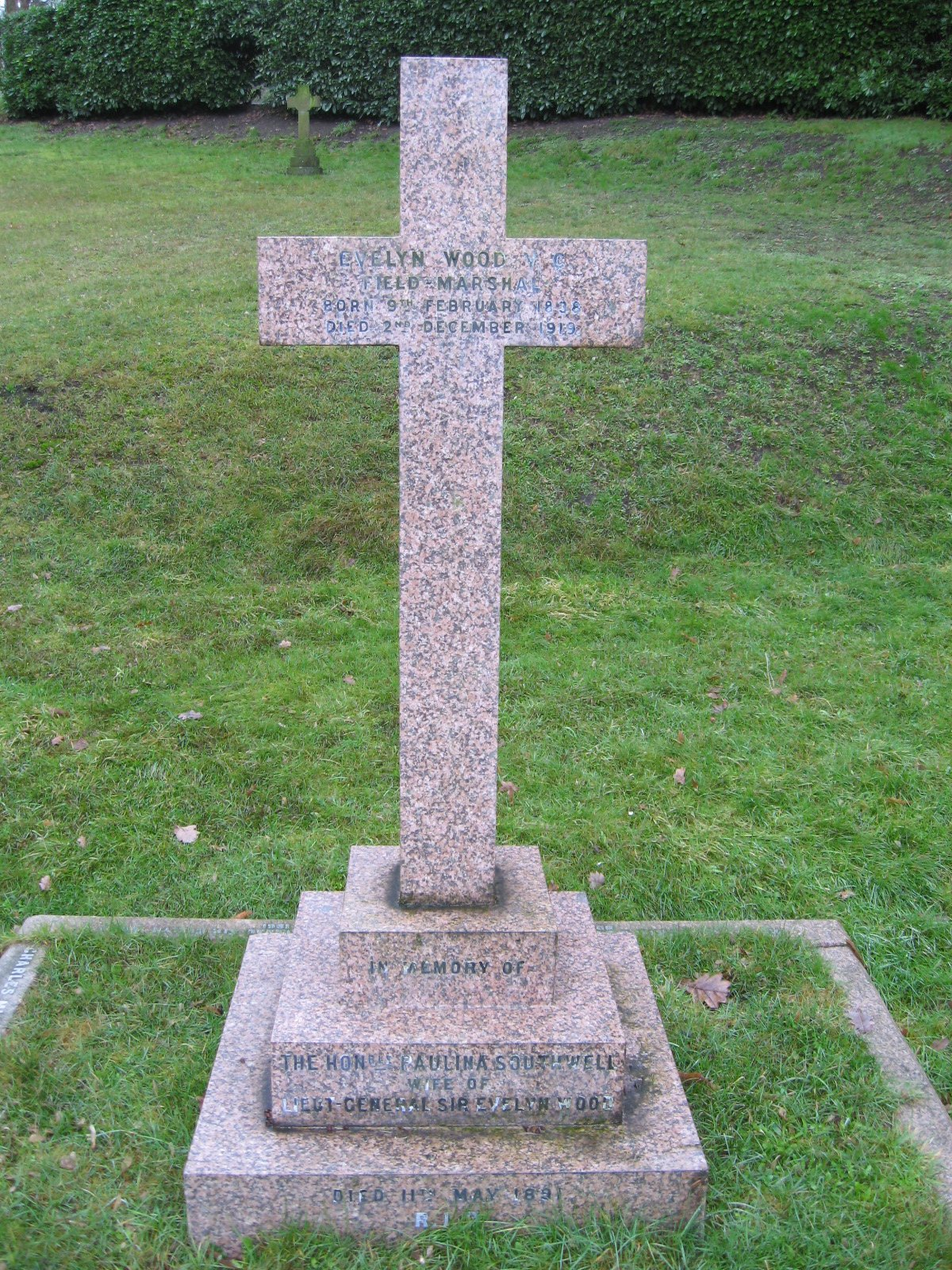
Могила Вуда на Військовий цвинтар Олдершота

Після відставки з дійсної служби в грудні 1904 року Вуд жив в Апмінстер в Ессекс. Його автобіографія з'явилася в 1906 році.
Вуд став полковником Королівського кінногвардійського полку у листопаді 1907 року, що зробило його одним із найвищих офіцерів у Кінній гвардії під час періоду фундаментальної реструктуризації та реорганізації, а також Золотої палиці. На початку 1908 року він став головою Асоціації територіальних сил міста Лондона. Будучи кваліфікованим адвокатом з 1874 року, він став почесним полковником 14-го Міддлсекського (Іннс-оф-Корт) стрілецького добровольчого корпусу в листопаді 1899 року і підтримав його включення як підрозділу підготовки офіцерів до нових Територіальних сил у 1908 році. 11 березня 1911 року він був призначений Констеблем Лондонського Тауера. Він був губернатором Школа Грешема з 1899 по 1919 рік.
17 червня 1913 року, за рік до початку війни, король Георг V оглянув Кавалерію королівського двору у Віндзорському Великому парку.
«У супроводі групи принців і відомих солдатів» король оглянув «блакитне тіло [Сині в центрі] з червоними крилами, поцяткованими золотом [Лейб-гвардія з обох флангів], і освітленими мерехтінням сонця на численних нагрудних пластинах... [Сер Евелін Вуд, очолюючи Синіх, приділив] незвичайну увагу своїй зовнішності».
Розпочавши як хоробрий молодий офіцер, а згодом успішний командувач у колоніальних війнах, Евелін Вуд розумів важливість прогресу та сучасних технологій і дожив до того, щоб побачити, як кавалерія майже застаріла. На відміну від командира бригади, він пишався тим, що його полк використовує нову зброю: «Ви можете уявити мої приємні думки, коли я порівнюю дух „СИНІХ“, які виконують обов'язки кулеметників, і фальшиву чванливість людей… у легкому драгунському полку», — писав він.
У січні 1914 року він пішов у відставку з посади голови Територіальної асоціації графства, щоб висловити свою підтримку кампанії фельдмаршала Робертса за призов.
В останні роки він написав «Наші бойові служби» (1916) і «Просіяні спогади» (1917), які один історик описав як «наповнені хвалебними листами, які він отримав, уривками промов, які він виголосив, і анекдотами, в яких фігурувала його мудрість чи кмітливість».
Вуд помер від серцевої недостатності в 1919 році у віці 81 року. Його тіло було поховано з повними військовими почестями на Військовий цвинтар Олдершота в графстві Гемпшир. Його Хрест Вікторії виставлений у Національний армійський музей у Челсі, Лондон. Паб, відомий як «Сер Евелін Вуд», розташований на Відфорд-роуд у Челмсфорд.
Його заповіт був оцінений для затвердження в розмірі 11 196 фунтів стерлінгів 4 шилінги 10 пенсів..

## Іноземні нагороди
Іноземні нагороди Вуда включали:
- [[Орден Меджида]] (1-й клас) (Османська імперія) — 8 липня 1885 р.[87] (5-й клас — 3 квітня 1858 р.)[88]
- Орден Почесного легіону (5-й клас) (Франція) — 2 серпня 1856 р.[89]

## Твори
- « Крим у 1854 та 1894 роках» (1895)
- « Кавалерія у Ватерлооській кампанії» (1895)
- « Здобутки кавалерії» (1897)
- «Від мічмана до фельдмаршала» (1906). Том 1 / Том 2
- «Повстання в Індостані 1857–59» (1908)
- «Наші бойові служби та як вони створили імперію» (1916) (також відома як «Британські битви на суші та на морі»[3])
- «Просіяні спогади» (1917)